# Михайловський (Чулимський район)
Михайловський (рос. Михайловский) — селище у Чулимському районі Новосибірської області Російської Федерації.
Входить до складу муніципального утворення Ужаніхінська сільрада. Населення становить 379 осіб (2010).

## Історія
Згідно із законом від 2 червня 2004 року органом місцевого самоврядування є Ужаніхінська сільрада.

## Населення
| 2002 | 2007 | 2010 |
| ---- | ---- | ---- |
| 473  | ↘441 | ↘379 |